# Juan José Govea
Juan José Govea Tenorio (n. Esmeraldas, Esmeraldas, Ecuador; 27 de enero de 1991) es un futbolista ecuatoriano. Juega de delantero y su equipo actual es Aviced Fútbol Club de la Segunda Categoría de Ecuador.

## Selección nacional

### Categorías inferiores

#### Participaciones en Copas del Mundo
| Campeonato                  | Sede     | Resultado        | Partidos | Goles |
| --------------------------- | -------- | ---------------- | -------- | ----- |
| Copa Mundial Sub-20 de 2011 | Colombia | Octavos de final | 3        | 1     |

## Clubes
| Club                    | País      | Año           | Partidos | Goles |
| ----------------------- | --------- | ------------- | -------- | ----- |
| Deportivo Cuenca        | Ecuador   | 2010 - 2011   | 53       | 15    |
| El Nacional             | Ecuador   | 2012 - 2013   | 47       | 13    |
| Monarcas Morelia        | México    | 2013          | 6        | 0     |
| Deportivo Cuenca        | Ecuador   | 2014          | 33       | 1     |
| Mushuc Runa SC          | Ecuador   | 2015          | 35       | 10    |
| Atlético Tucumán        | Argentina | 2016          | 10       | 1     |
| Douglas Haig            | Argentina | 2016          | 13       | 3     |
| SD Aucas                | Ecuador   | 2017 - 2018   | 62       | 10    |
| Independiente del Valle | Ecuador   | 2019          | 13       | 4     |
| Mushuc Runa             | Ecuador   | 2020          | 20       | 1     |
| Estudiantes FC          | Ecuador   | 2021          |          |       |
| Aviced FC               | Ecuador   | 2022-presente |          |       |

## Palmarés

### Campeonatos nacionales
| Título      | Club             | País   | Año  |
| ----------- | ---------------- | ------ | ---- |
| Copa México | Monarcas Morelia | México | 2013 |

### Torneos internacionales
| Título            | Club                    | Sede     | Año  |
| ----------------- | ----------------------- | -------- | ---- |
| Copa Sudamericana | Independiente del Valle | Asunción | 2019 |